# Санто Стефано Роеро
Санто Стефано Роеро (итал. Santo Stefano Roero) је насеље у Италији у округу Кунео, региону Пијемонт.
Према процени из 2011. у насељу је живело 81 становника. Насеље се налази на надморској висини од 325 м.

## Становништво
Према резултатима пописа становништва 2011. у општини је живело 1.407 становника.
| 1931. | 1936. | 1951. | 1961. | 1971. | 1981. | 1991. | 2001. | 2011. |
| ----- | ----- | ----- | ----- | ----- | ----- | ----- | ----- | ----- |
| 2.388 | 2.223 | 1.948 | 1.487 | 1.312 | 1.136 | 1.161 | 1.236 | 1.407 |